# Macrobrachium gracilirostre
Macrobrachium gracilirostre is een garnalensoort uit de familie van de Palaemonidae. De wetenschappelijke naam van de soort is voor het eerst geldig gepubliceerd in 1875 door Miers.